# Kościół Dobrego Pasterza w Bytomiu-Karbiu
Kościół Dobrego Pasterza w Bytomiu-Karbiu – rzymskokatolicki kościół parafialny wzniesiony w latach 1905–1908 w Bytomiu-Karbiu, wpisany do rejestru zabytków nieruchomych województwa śląskiego. Należy do dekanatu Bytom-Miechowice diecezji gliwickiej.

## Historia
Budowa świątyni została rozpoczęta w 1905 roku. Kościół został zaprojektowany w 1904 roku przez mistrza budowniczego, Maksa Sliwkę (lub Śliwkę) z Zabrza–Zaborza. Budowa była nadzorowana przez Paula, mistrza murarskiego z Karbia. Budowa świątyni została zakończona w 1908 roku i poświęcił ją proboszcz parafii Wniebowzięcia Najświętszej Maryi Panny w Bytomiu, ksiądz dziekan Buchwald w 1909 roku. W latach 1984–1986 przeprowadzono remont kapitalny kościoła, wzmocniono konstrukcję, która została naruszona przez szkody górnicze.

## Architektura
Jest to kościół wzniesiony w stylu neogotycko-modernistycznym, halowy, trzynawowy, posiadający chór muzyczny i dwie wieże od strony wschodniej o wysokości 56 metrów. Ołtarz główny jest skierowany w stronę zachodnią i reprezentuje styl neogotycki, jest bogato rzeźbiony w drzewie i polichromowany, ozdobiony jest złoceniami, w centralnej części znajduje się obraz Chrystusa Dobrego Pasterza, natomiast po lewej i prawej stronie postacie św. Augustyna i św. Ambrożego, doktorów Kościoła. W nawie krzyżowej są umieszczone ołtarze św. Anny i św. Barbary. świątynia jest ozdobiona witrażami, przy filarach są umieszczone postacie Matki Boskiej, św. Józefa i Apostołów, rzeźbiona ambona i wspaniałe płaskorzeźby stacji drogi krzyżowej. Na chórze są umieszczone organy wybudowane przez firmę Berschdorf z Nysy, z interesującym prospektem, posiadają 35 piszczałek, dwie klawiatury i pedał.

## Galeria

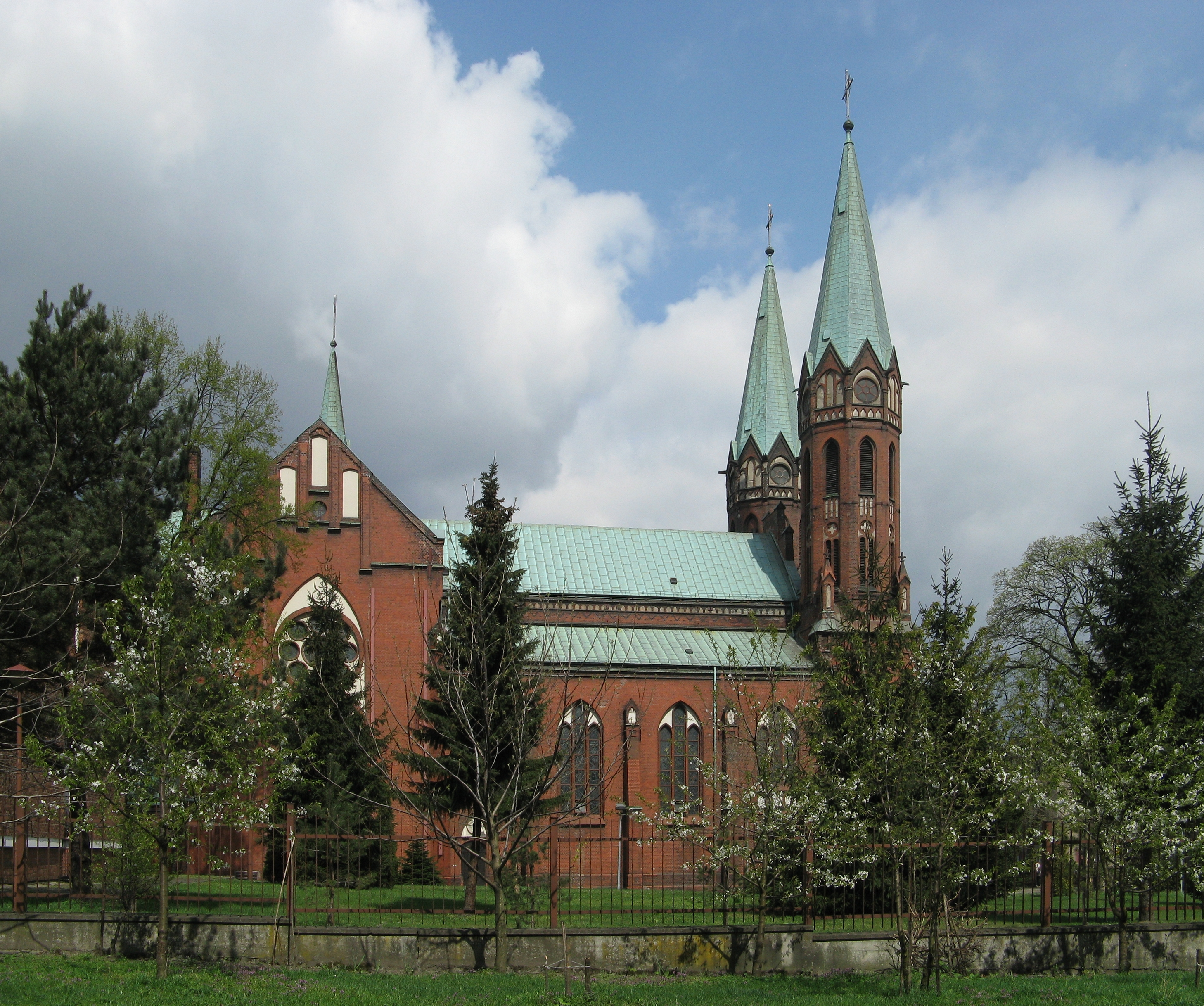
Kościół widziany od południa (2018)
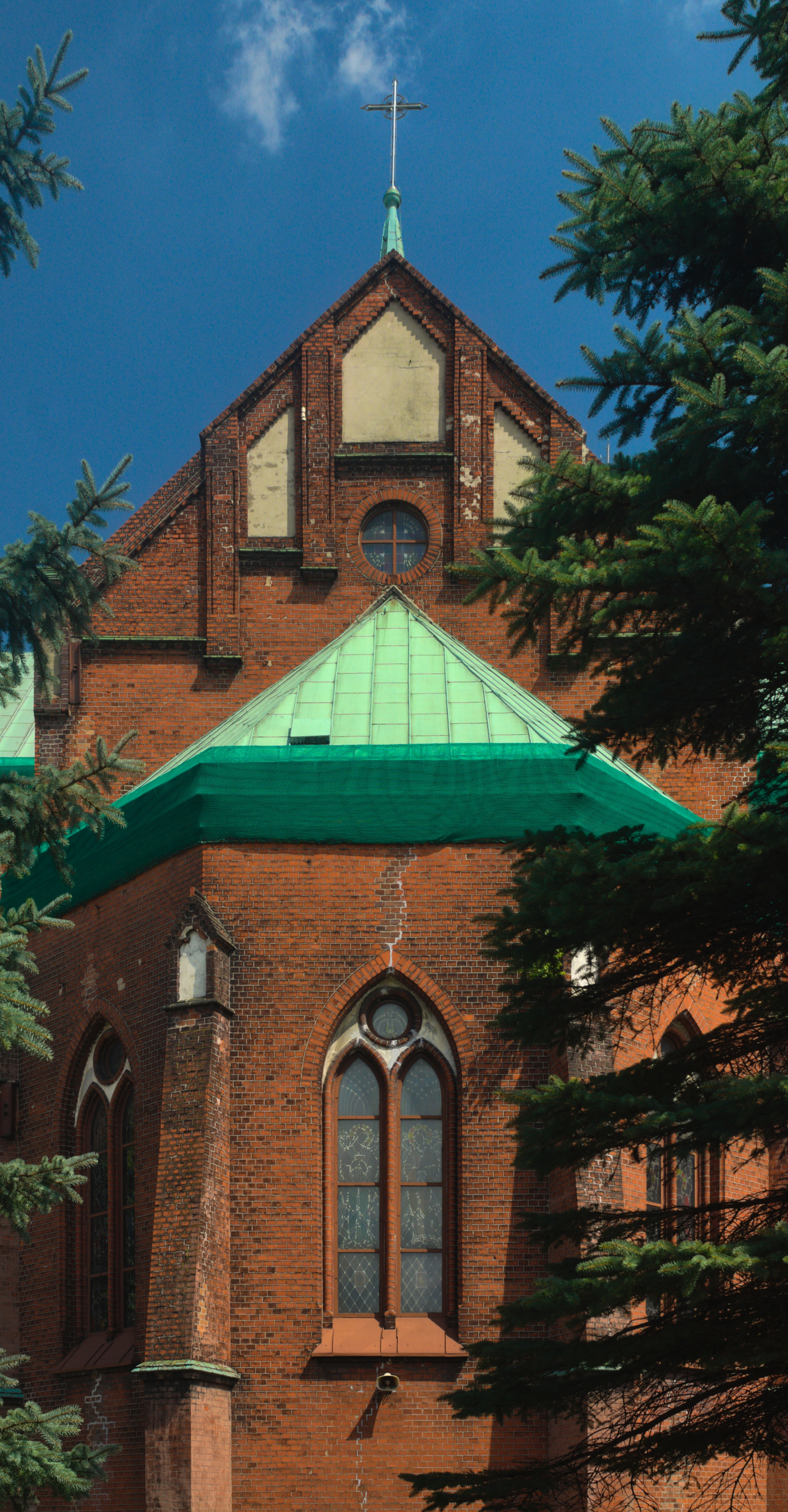
Apsyda (2020)
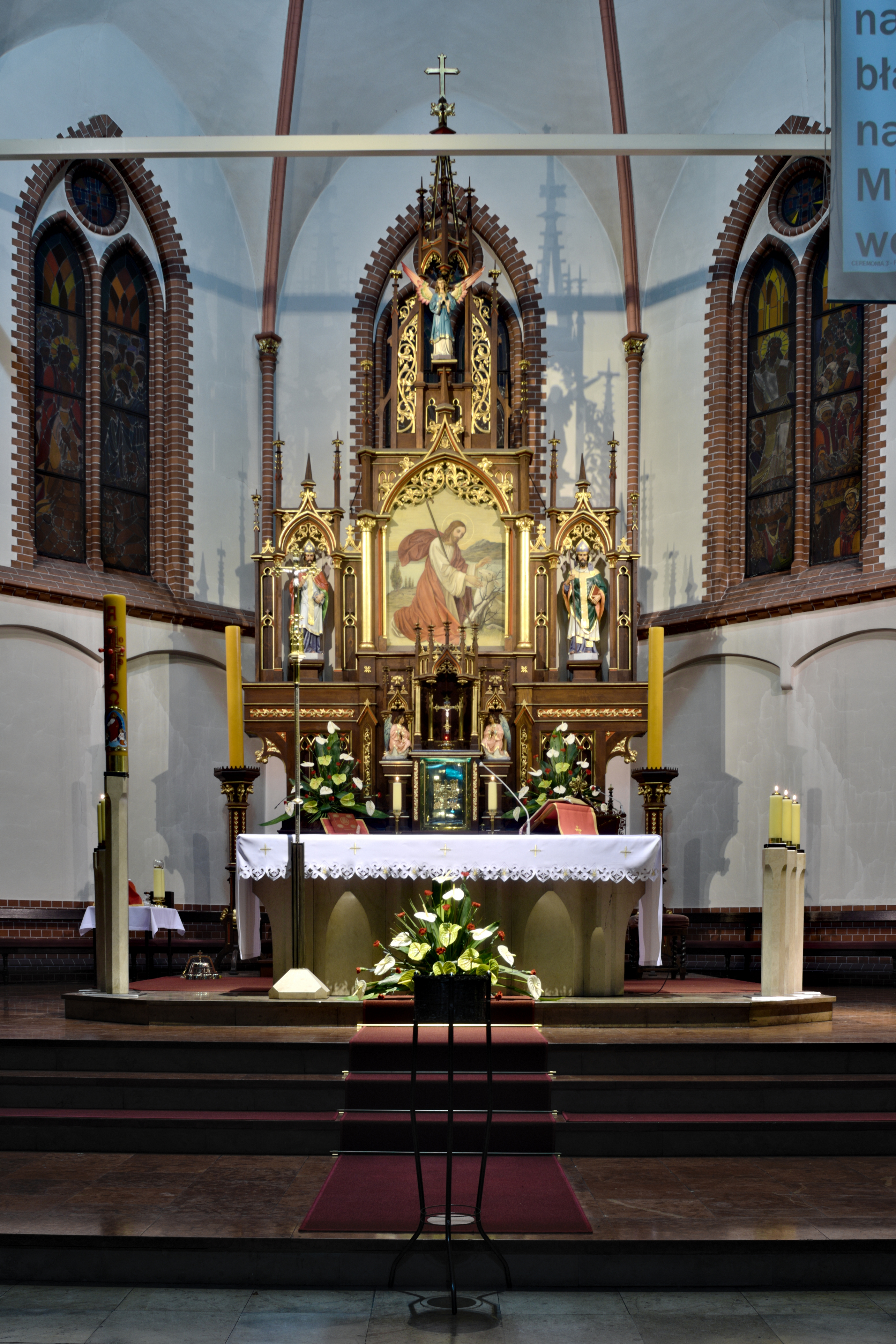
Ołtarz główny z obrazem Dobrego Pasterza (2019)
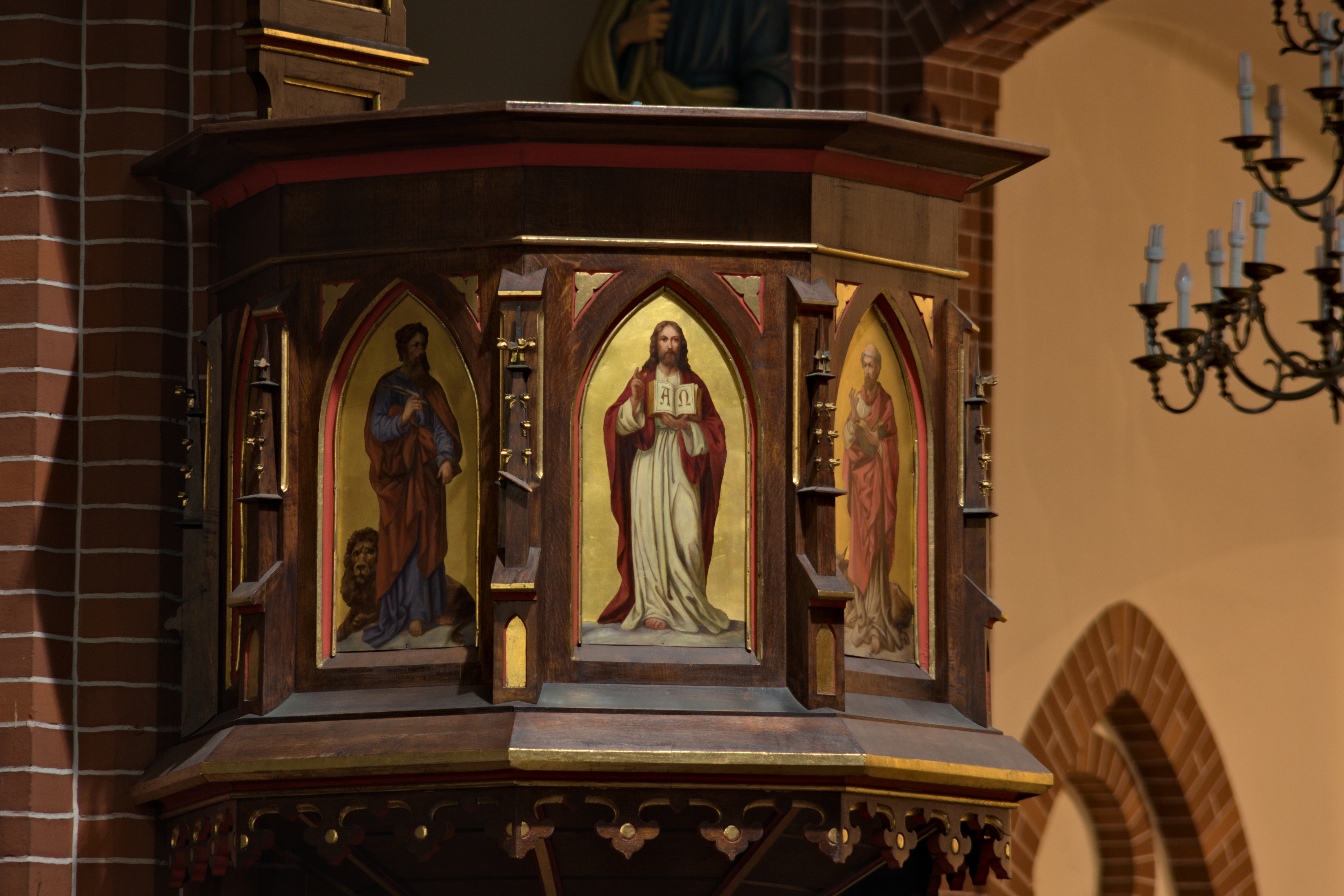
Fragment ambony z wizerunkiem Chrystusa i świętych (2019)
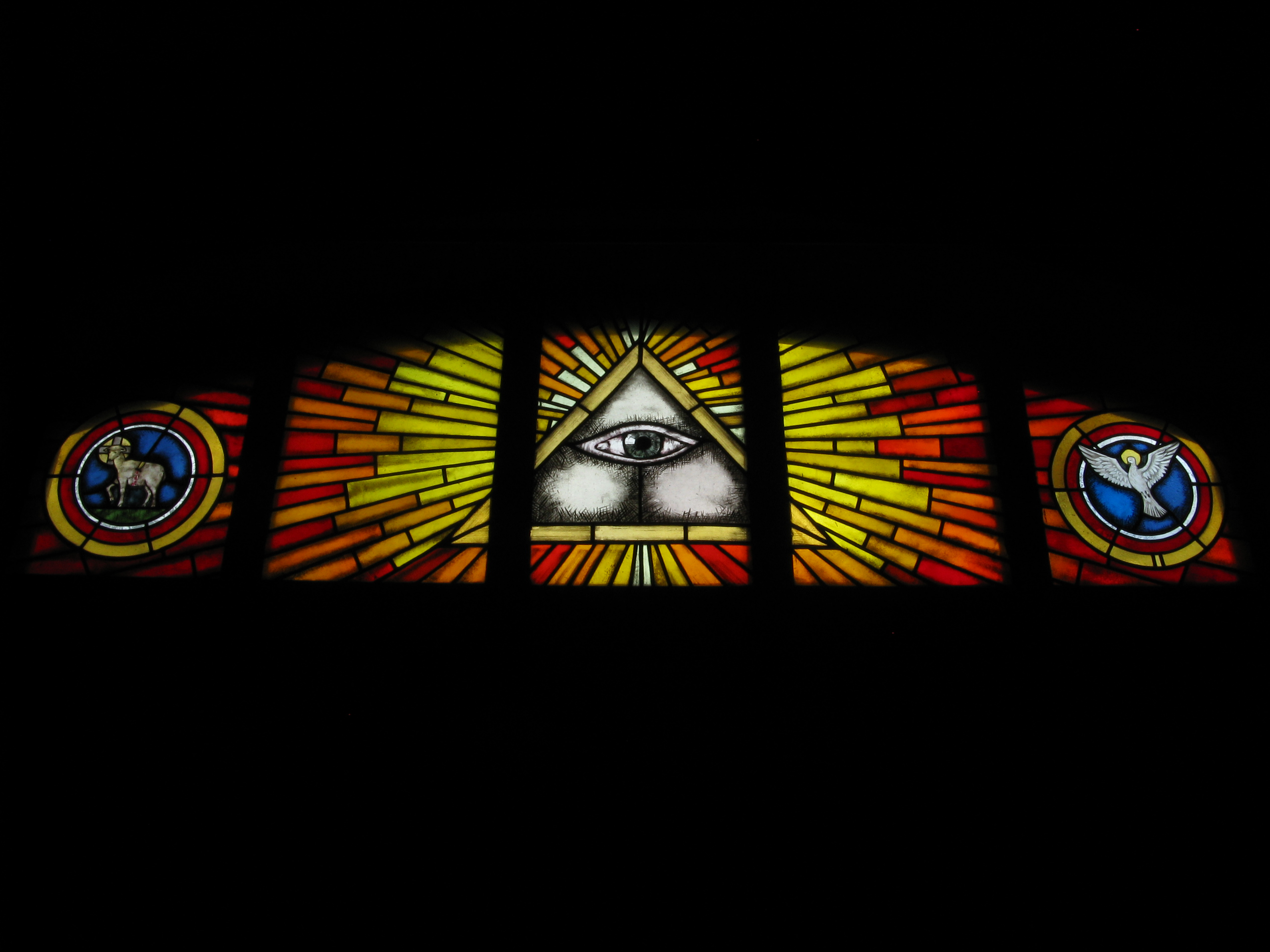
Witraż z Trójcą Świętą: Okiem Opatrzności, Barankiem Bożym i Duchem Świętym jako gołębicą